# 塞萨尔·加维里亚·特鲁希略
塞萨尔·奥古斯托·加维里亚·特鲁希略（1947年3月31日—）， 哥伦比亚总统、美洲国家组织秘书长。哥伦比亚自由党唯一领袖。

## 生平
加维里亚60年代就读于洛斯安德斯大学(Universidad de los Andes)，1974年任佩雷拉市市长，并进入议会，曾任比尔希略·巴尔科政府的财政部长和内政部长。1990年当选总统，1994年总统卸任后出任美洲国家组织秘书长。
| 前任： 比尔希略·巴尔科·巴尔加斯      | 哥倫比亞总统 1990年–1994年       | 繼任： 埃内斯托·桑佩尔·皮萨诺   |
| 前任： 若昂·克莱门特·巴埃纳·苏亚雷斯 | 美洲国家组织秘书长 1994年–2004年 | 繼任： 米格尔·安赫尔·罗德里格斯 |